# Алексеевское (Вологодский район)
Алексеевское — упразднённая деревня в Вологодском районе Вологодской области.
Входила в состав Новленского сельского поселения, с точки зрения административно-территориального деления — в Новленский сельсовет.
Расстояние по автодороге до районного центра Вологды — 63 км, до центра муниципального образования Новленского — 3 км. Ближайшие населённые пункты — Поповка, Ведраково, Тупочелово, Курдумово, Ермолово, Чекшево, Романово, Курово.
По данным переписи в 2002 году постоянного населения не было.
9 января 2021 года упразднена.